# Philonotis evanescens
Philonotis evanescens är en bladmossart som beskrevs av Brotherus in Urban 1903. Philonotis evanescens ingår i släktet källmossor, och familjen Bartramiaceae. Inga underarter finns listade i Catalogue of Life.